# NGC 469
NGC 469 ist eine Spiralgalaxie vom Hubble-Typ S? im Sternbild Fische auf der Ekliptik. Sie ist schätzungsweise 188 Millionen Lichtjahre von der Milchstraße entfernt und hat einen Durchmesser von etwa 40.000 Lj.
Im selben Himmelsareal befinden sich u. a. die Galaxien NGC 471 und NGC 475.
Das Objekt wurde am 3. November 1864 von dem deutschen Astronomen Albert Marth entdeckt.